# NGC 2881
NGC 2881 ist ein interagierendes Galaxienpaar im Sternbild Wasserschlange. Es ist schätzungsweise 220 Mio. Lichtjahre von der Milchstraße entfernt. Die beiden Galaxien werden auch als NGC 2881-1 und NGC 2881-2 bezeichnet und bilden das Galaxienpaar Arp 275. Halton Arp gliederte seinen Katalog ungewöhnlicher Galaxien nach rein morphologischen Kriterien in Gruppen. Dieses Galaxienpaar gehört zu der Klasse wechselwirkende Doppelgalaxien.

Das Objekt wurde am 9. Februar 1886 von Lewis A. Swift entdeckt.

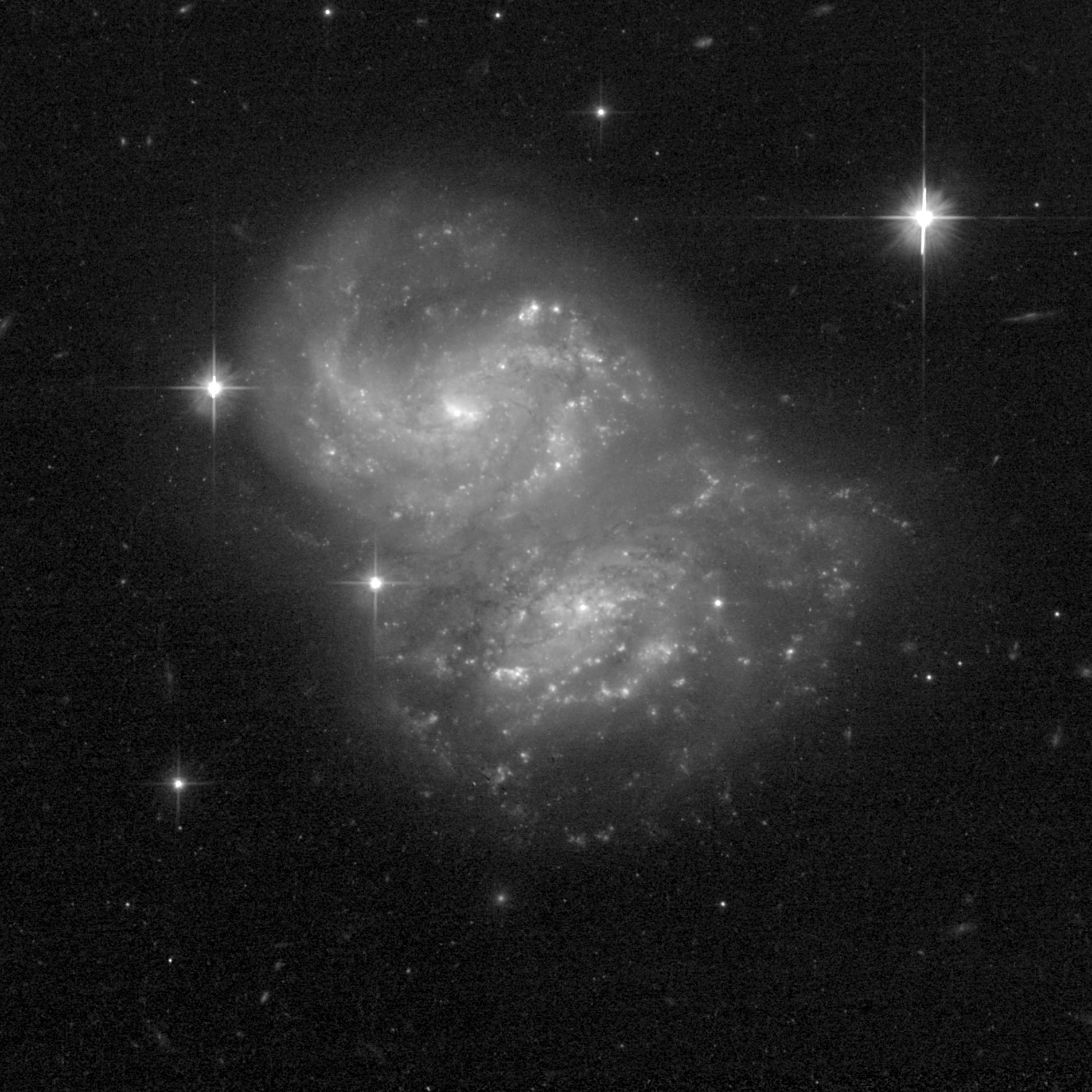
Aufnahme des Hubble-Weltraumteleskops